# Il misterioso caso Peter Proud
Il misterioso caso Peter Proud (The Reincarnation of Peter Proud) è un film del 1975 di produzione statunitense diretto da J. Lee Thompson.
Il film è basato sul libro The Reincarnation of Peter Proud di Max Ehrlich datato 1973, uscito in Italia nel 1975.
Il titolo italiano del film è improprio, poiché esclude il concetto di reincarnazione, basilare nella trama.

## Trama
(Dottor Goodman, parlando con Peter Proud)
California, 1975. Peter Proud è un giovane insegnante di storia americana. Da qualche tempo è perseguitato da stranissimi sogni, durante i quali vede, con incredibile chiarezza e nitidezza, luoghi, volti, paesaggi, oggetti che gli sembrano perfettamente familiari, anche se è sicuro, da sveglio, di non averli mai visti in vita sua. Questi sogni sono sempre uguali, ripetitivi, ossessivi.
In uno di questi, il più angoscioso, sta nuotando in un lago, del quale vede benissimo le sponde e le costruzioni intorno. Si avvicina una barca a remi condotta da una giovane donna che sembra conoscerlo benissimo. Lui la chiama per nome, Marcia (Marta nel doppiaggio italiano), e le rivolge parole di scusa per qualcosa di offensivo che le ha detto. Lei dapprima sembra volerlo perdonare, ma poi, improvvisamente, lo colpisce più volte con un remo. Il sognatore urla, sentendo acutamente il dolore dei colpi. Marcia continua a colpirlo, facendolo scivolare in acqua fino a farlo annegare.
Peter si sveglia tra le braccia della sua compagna, Nora, che dice di averlo sentito urlare in modo terrificante, ripetendo un nome, Marcia. Lui, ripresosi, dice di non conoscere nessuna Marcia, e che il viso che ha sognato non gli ricorda nessuno. Passano i giorni e questi sogni, o incubi, o allucinazioni continuano, tormentandolo, frustrandolo.
Decide allora di parlarne con un amico medico, il dottor Sam Goodman. Questi all'inizio minimizza, dicendo che tutti sognano. Peter ribatte che non sono sogni normali, sono troppo sempre uguali fino nei minimi particolari, è troppa la nitidezza con cui vede luoghi che non conosce affatto.
Allora il medico decide di tentare una ipnosi. Dopo averlo posto in stato di trance ipnotica, gli dice che questi sogni sono nocivi, di dimenticarli completamente, come se non fossero mai esistiti.
Passano altri giorni e la mossa del medico sembra aver funzionato: gli incubi sono totalmente scomparsi.
Qualche tempo dopo, un giorno, Peter sta guardando alla tv un documentario sui monumenti del New England. Ad un tratto sbarra gli occhi, perché riconosce alcune immagini, sono proprio le stesse che aveva visto nel sonno: un ponte, l'ansa di un fiume, una statua. Il giovane corre a telefonare all'emittente tv per chiedere dove sono state girate quelle riprese. Gli rispondono: da qualche parte nel New England, ma non sanno dirgli esattamente dove.
Quella stessa notte gli incubi ritornano.
Dopo qualche altra notte di angoscia, Peter decide di recarsi in quella zona, ormai convinto che quelle immagini siano reminiscenze di una vita precedente. Nora non gli crede affatto, ma non lo abbandona.
Dopo un lungo girovagare per i paesi del New England, da un ponte ed un'ansa di fiume Peter riconosce la città: è Springfield, nel Massachusetts. A questo punto però Nora si rifiuta di seguirlo ancora e riparte verso casa sua. Girando per Springfield, Peter riconosce tantissime immagini: cancelli, portoni, l'ingresso di una banca. Ogni volta che vede davvero uno dei luoghi sognati, per uno strano meccanismo, il sogno corrispondente scompare. Vede anche il lago, quello dove sarebbe annegato, ma questa vista non fa scomparire l'incubo principale, il suo annegamento. Questo sogno continua a tornare.
Peter ora è sicurissimo di aver vissuto qui in una vita precedente. Ma vorrebbe sapere chi era. 
Chiede di consultare gli archivi del quotidiano locale, con la scusa di una ricerca storica. Sta cercando un omicidio commesso in quel lago negli anni precedenti alla sua nascita, ma non ne trova nessuno. Trova invece un caso classificato come incidente, nel quale un uomo è morto annegato. Si chiamava Jeffrey Curtis, per tutti Jeff, e ha lasciato la moglie Marcia e una bambina di pochi mesi di nome Ann (in uno dei sogni teneva in braccio una bambina piccola).
Ann Curtis adesso ha 27 anni ed è divorziata da poco. Peter la vede uscire dalla casa delle sue reminiscenze e la segue fino ad un circolo sportivo, dove la vede vestita da tennista. La avvicina e le propone una partita a tennis. La ragazza sente un'istintiva attrazione per lui (guarda caso). Diventano amici, escono insieme. Lei lo porta a casa sua e gli presenta sua madre. Lui riconosce benissimo Marcia, anche se invecchiata. Col passare dei giorni, Ann gli fa capire di voler fare l'amore con lui. Ma lui esita, perché, paradossalmente, gli sembra di commettere un incesto... ma poi cede, e fa sesso con quella che in un'altra vita era sua figlia.
Marcia è un'alcolizzata cronica. Sta affogando nell'alcool il suo terribile rimorso, perché dai suoi ricordi emerge che la morte di Jeff non è stata affatto un incidente, come è sempre riuscita a fare credere a tutti. È andata proprio come nell'incubo di Peter. Il motivo del litigio di quella sera era che Jeff si era portato in casa delle prostitute mentre lei era all'ospedale per partorire Ann. Lui l'aveva insultata e umiliata prima di tuffarsi nel lago. Il seguito è esattamente uguale all'incubo di Peter.
Intanto il dottor Goodman si reca a Springfield per parlare con Peter. Gli dice che hanno un messaggio da comunicare al mondo, il più importante nella storia dell'umanità: lui è la prova vivente della realtà della reincarnazione.
Ma il giovane insegnante vuole tirarsi indietro. Si è innamorato di Ann e la vuole sposare: in questa vita non è sua figlia, è assurdo parlare di incesto. Il medico cerca di insistere, ma alla fine rinuncia.
Resta però un problema. L'incubo dell'annegamento continua a tornare.
Allora Peter decide di fare una nuotata in quel lago, convinto che così anche questo sogno sparirà, come tutti gli altri quando sono diventati reali. 
Si tuffa in acqua. Nuota per un po', sollevato, fantasticando sul suo futuro con Ann.
All'improvviso si materializza una barca a motore. A bordo c'è Marcia, ubriaca e completamente impazzita. Si rivolge a lui chiamandolo Jeff, gli urla che non doveva tornare, che faceva meglio a restare dov'era. Lui cerca di calmarla, ma lei estrae una pistola e gli spara.
Peter Proud muore annegato, nello stesso luogo (e per mano della stessa donna) della sua precedente incarnazione.

## Differenze rispetto al romanzo
Nel romanzo di Ehrlich il personaggio Jeff non si chiama Curtis ma Chapin; Curtis è invece il cognome da nubile di Marcia (Buckley nel film).
La città degli incubi di Proud non è Springfield ma Riverside, nel Connecticut.
Il medico che va a cercare Peter in questa città non è Goodman (che appare solo nella prima parte) ma un suo collega, un certo Bentley, assente nel film. Questi non accetta il rifiuto di Peter di rivelare i fatti, dicendo che "non abbiamo il diritto di seppellire un messaggio come questo". Quindi, a sua insaputa, si reca da Marcia a raccontarle tutto, ed è questo colloquio a fare impazzire del tutto la donna, con le conseguenze narrate nella scena finale, che è identica.